# 絕命青年
絕命青年（英語：Running Youth），成立於2021年，為二人女子樂隊，由香港樂隊「雞蛋蒸肉餅」（GDJYB）兩位成員Soft（主音）及Soni（結他手）移居台灣後組成。樂隊以日本末日求生遊戲《絕體絕命都市》為命名原型，志在於不同的文化空間發展自身風格，曲風結合電子元素與獨立流行，歌曲題材多取自生活或社會議題。
成立後，她們陸續推出〈天始終會亮的〉、〈來一場冒險〉等歌曲，及後憑首發專輯《來一場冒險》入圍第34屆台灣金曲獎「最佳演唱組合獎」。 該專輯大部分製作工作由她們一手包辦，包括曲詞編、樂器彈奏、錄音、拍音樂影片、專輯封面及海報設計、宣傳、對外聯絡等。
2025年，她們亦與日本品牌 Sagami相模合作，聯同「相模音樂企劃 2025」推出單曲〈再愛五分鐘〉，該企劃於台灣各地均設有大型廣告牌。

## 樂隊簡介
樂隊主音Soft和吉他手Soni，為香港數字民謠（Math Folk）樂隊「雞蛋蒸肉餅」（GDJYB）成員，曾以團體獲得2018年台灣金音創作獎 「海外創作音樂獎」，此前亦數度在台舉辦演出。「雞蛋蒸肉餅」創團近十年之際，兩人決定到台灣發展，並另立二人音樂組合，取名為「絕命青年」。 
2021年3月31日，在新冠疫情與香港移民潮的背景下，兩人衝破舒適圈，移居台灣，寄望於當地獨立音樂界深耕細作，並在成團文宣中寫道：「很多年前就有創作二人音樂作品的念頭，只是一直沒有認真實行。直到我們搬了來台灣，也就只有我們兩個能夠互相依靠了，順理成章地落實了一些一直想做的事情，寫了幾首輕快但不愉快的歌。」
為了使更多人認識她們的音樂，兩人亦曾展開台灣環島之旅，花費一個多月，以漂書會般的形式，在每一個縣市藏下專輯，希望有緣人找到，有樂迷響應企劃，把「漂碟」當成尋寶遊戲玩，專程跑到宜蘭、花蓮、苗栗等地尋寶。
兩人曾接受訪問指，希望透過音樂記錄時代：「創作的本質就是表達和記錄，我們活於一個什麼樣的時代，就會有什麼樣的聲音與故事。很多時候並不需要通過創作活得救贖或力量，因為創作是一種發放，不是接收。我們希望人們從中感受到故事，喜歡聽，那就夠了。」
她們於2022年發表首張專輯《來一場冒險》，藉此入圍第34屆台灣金曲獎「最佳演唱組合獎」。該專輯大部分製作工作由她們一手包辦，包括曲詞編、樂器彈奏、錄音、拍音樂影片、專輯封面及海報設計、宣傳、對外聯絡等 ，兩人笑指有如「一個打十個」。

## 音樂作品

### 專輯[5]
| 專輯名稱                           | 類型 | 發行公司             | 發行日期  | 曲目 |
| ---------------------------------- | ---- | -------------------- | --------- | --- |
| 《來一場冒險》Our Adventure Begins | 大碟 | 火氣音樂股份有限公司 | 24/8/2022 | 1. 絕命青年 Running Youth 2. 我們不要再見了 Goodbye Stranger 3. 致留下的你 Take Care, My Friend 4. 給遠走的你 Goodbye, My Dear 5. 等待 Await 6. 天始終會亮的 Sun Will Rise Again 7. 來一場冒險 And So, Our Adventure Begins |

### 單曲[5]
- 絕命青年 Running Youth
- 天始終會亮的 Sun Will Rise Again
- 我想跟你一起飛 I Want To fly With You
- 沒有愛情煩惱 No Love Troubles
- 答應我以後都要陪著我
- 今天不太想出門 Don't Ask Me Out
- 再愛五分鐘 Love Me Five Minutes More（相模音樂企劃 2025 [7][8]）

## 參與演出

### 音樂節[9][10]
2022
- 2022 大港開唱音樂祭
- 2022 Takao Rock 打狗祭
- 2022 亞洲音樂大賞 Asia Rolling Music Festival
- 城市登出音樂祭

2023
- 仙女漫步 - Numcha Live in Taipei
- 浮現祭 2023—世界的冒險
- 2023 台灣祭 Taiwan Music Festival
- 2023 共振月台音樂祭 港岸之島
- 2023 大團誕生 開發八
- 2023 好友港節
- 2023 FireBall Fest. 火球祭
- Clockenflap 2023 [11]

2024
- The Next Big Thing 大團誕生（宣誓場 Day1）
- 春浪音樂節
- 這我！It's My Day！青少年音樂祭
- WESTK POPFEST 香港西九音樂節 [12]

2025
- 2025 GMA SHOWCASE 金曲售票演唱會

### 專場演出[9][10]
2021
- 景聲 Sound &Picture x 絕命青年 Running Youth

2022
- Legacy  2022 年「都是女生」系列——《絕命青年》演唱會

2023
- 《那件你遺忘在我衣櫃裡的花襯衫》絕命青年 不插電音樂會

2024
- 絕命青年《I 人相處指引》演唱會

### 其它演出[9][10]
2023
- 【Our Young】凹與山 x 絕命青年
- Rolling Emotions｜Zweed n’ Roll Taiwan Tour Live
- 2023 Fire Live 壞兒來福：街角餘音 Vol.8
- 2023 KKFARM 秋季聽歌會

## 獎項及榮耀
2022年首張專輯《來一場冒險》，藉此入圍第34屆台灣金曲獎「最佳演唱組合獎」。

## 外部連結
- 絕命青年 Facebook
- 絕命青年 Instagram
- 絕命青年 YouTube 頻道